# Ona mi dała
Ona Mi Dała – singel Skolima oraz Hellfielda, pochodzący z albumu „Król Latino”, który został wydany 19 lipca 2023.

## Twórcy
Opracowane na podstawie materiałów źródłowych.
- Skolim – wokal, tekst, kompozycja
- CrackHouse
  - Hellfield – wokal, tekst, produkcja, kompozycja, mix, mastering
  - Divix – tekst, produkcja, kompozycja, mix, mastering

## Lista utworów
- Digital download[1]

1. „Ona Mi Dała” – 2:44

## Teledysk
Do utworu powstał teledysk, który udostępniono 19 lipca 2023 za pośrednictwem serwisu YouTube.

## Certyfikaty i sprzedaż
| Kraj          | Certyfikat         | Sprzedaż |
| ------------- | ------------------ | -------- |
| Polska (ZPAV) | 4× platynowa płyta | 200 000+ |